# Špitálka (usedlost)
Špitálka je usedlost v Praze-Dejvicích na Hanspaulce. Usedlost se nalézá na adrese Na Špitálce 12/17.
První zmínky o vinici pochází z první poloviny 16. století, viničný lis zde stál od roku 1539. Vinice byla známá také pod názvem Arcibiskupská vinice. Původní vinice patřila křižovnickému klášteru neboli špitálu sv. Františka, podle něhož má jméno. Byla silně poškozena během válek 1742. Současná budova pochází z konce 18. století a dnes slouží k bydlení. Usedlost je památkově chráněná od roku 1958. Podle usedlosti je pojmenována autobusová zastávka Špitálka.

## Historie
Jako většina dejvických vinic, vznikla i Špitálka spojením původních, menších vinic. Na spojené vinice postavil již roku 1539 Jiřík Koník viničný lis. V roce 1568 měla vinice rozlohu 14 strychů. V roce 1573 byla vinice prodána Janu Komedkovi z Rovin, hofmistrovi na arcibiskupově dvoře. Toho samého roku koupil vinici pražský arcibiskup Antonín Brus z Mohelnice. Antonín Brus byl zároveň velmistr řádu křižovníků s červenou hvězdou. Vinice se podle majitele nazývala v té době Arcibiskupská a vrchnostenské právo k ní mělo v té době proboštství. Ovšem, podle pražského kláštera křižovníků, též nazývaného Špitál svatého Františka, se začalo vinic brzy přezdívat Špitálka. V době, kdy vinici vlastnil Antonín Brus a poté jeho následník Zbyněk Berka z Dubé, došlo ke zdvojnásobení pozemků vinice, k přestavbě a zvětšení viničního lisu a ke vzniku obytné části - vlastní usedlosti Špitálka.
V roce 1619 odebraly zemské stavy vinici křižovnickému velmistru a v roce 1620 ji poté prodali Václavu Litoměřickému z Jizbice zároveň došlo k jejímu vyjmutí z vrchnostenského vlastnictví a stala se nakrátko svobodnou nemovitostí. Po Bitvě na Bílé hoře bylo ovšem stav vrácen před rok 1619. Během válek o rakouské dědictví byly v roce 1742 vinice i usedlost zničeny francouzskými vojáky.
Křižovníci však vinici i usedlost brzy zase obnovili. Podle Josefínského katastru patřilo ke Špitálce 5 jiter vinice a 2 jitra zahrad a pastvin, pole zde nebyla, zatímco podle Stabilního katastru (před polovinou 19. století) to bylo pouze 100 sáhů vinice a 7,5 jitra polí (celkem 7 jiter a 1410 sáhů).
Koncem 18. století došlo k přestavbě usedlosti a od té doby sloužila křižovníkům jako letní sídlo, od počátku 19. století byly bývalé vinice pronajímány.

## Současnost
Budova se čtvercovým základem, která se dnes na místě bývalé usedlosti Špitálka nalézá, vznikla na konci 18. století. Hlavní budova má valbovou střechu a má podkroví. Kromě toho se k budově z východní strany přimyká bývalé hospodářské stavení s podkrovím a sedlovou střechou. Budova slouží jako obytný dům a je v soukromém vlastnictví.